# 李若拙
李若拙（944年—1001年），字藏用，京兆府萬年縣（今陝西西安）人，北宋初年政治人物。

## 生平
李若拙为李光赞之子。李光赞曾任贝州和济州观察判官。李若拙也因恩荫被授予太庙斋郎，又举拔萃，被授予大名府户曹参军，居于符彦卿幕下。建隆元年（960年）举进士，李若拙受到主考官王祐的赏识而中第，被授予密州防御推官。又参加贤良方正直言极谏科考试，受到宋太祖嘉奖，授著作佐郎。依照惯例，通过制科者本应当被授予拾遗、补阙之类的官职。李若拙认为自己未受公正对待，于是上书朝廷。这一举动令宋太祖厌恶。李若拙反被贬出京，任商州坑冶。后升任太子左赞善大夫，因其父名有“赞”字，他上书请辞，未获准许。
太平兴国二年（977年）任乾州知州。当时李飞雄诈称使者，伪造诏令，接连逮捕了朝廷派往秦州的官吏，欲占据秦州城发动叛乱。但不久即被刘文裕和田仁朗合谋擒获。李飞雄被灭族。因李飞雄父名为李若愚，宋太宗怀疑他与李若拙有兄弟关系，当即令卢令珣将李若拙逮捕入狱。经核实两家没有亲缘关系，在叛乱一事上亦没有往来，但李若拙仍被削籍贬往沙门岛。太平兴国三年（978年），李若拙被起用为卫尉寺丞，差陇州知州。
太平兴国四年（979年），李若拙官复原职。因政绩卓著而被破格提拔为监察御史，接替宋偓担任泰州通判。不久，李若拙受到御史中丞滕中正举荐，回到御史台任御史。尔后又改任右补阙。各藩王来朝时，李若拙向他们称颂皇帝的恩德，被赐予绯服和金鱼袋，兼任河东转运使和云州、应州等八州知州。李若拙曾上书论边地之事，受到宋太宗的嘉奖。又兼管水陆发运司。
雍熙三年（986年），李若拙以佐补阙、秘书监的身份，同國子監博士李覺出使南越。南越君黎桓骄横跋扈，并没有以恰当的礼节对待李若拙这位使臣。李若拙派属下责令其整改。每日宴会时，黎桓将各色珍宝陈列于李若拙面前，李若拙看都不看。李若拙返回时，收下了南越应缴纳的岁币，并带回了先前被南越扣押的宋朝使者。除此之外，分文不取。宋太宗称其不辱使命，将他提拔为起居舍人，任盐铁判官。
淳化二年（991年），李若拙出任两浙转运使。尔后契丹侵犯边境，李若拙任职方员外郎，差河北转运使，赐金紫服。淳化五年（994年），加职直昭文馆，升官主客郎中，差江南转运使。宰相却认为李若拙虽然体魄健壮，崇尚气节且有才干，但处事不够果断，难以胜任要职。于是上书将其贬为泾州知州。至道二年（996年），黎桓再度犯边。朝廷派李若拙出使南越，令其臣服。
宋真宗即位后，李若拙上书自陈，被真宗召见，进秩金部郎中，召试学士院。后改官兵部郎中，职史馆修撰；又升任知制诰。咸平元年（998年），任同知贡举，因病而改为右谏议大夫。宋真宗北巡时，判留司御史台。咸平二年（999年），任邢贝二州知州，处理边事。咸平四年（1001年），李若拙去世。

## 延伸阅读
[在维基数据编辑]
 《宋史·卷307》，出自脱脱《宋史》